# وصفی التل
وصفی تل (عربی: وصفي التل؛ ۱۹ ژانویه ۱۹۱۹ – ۲۸ نوامبر ۱۹۷۱) افسر دیپلمات اهل اردن بود. وی در سه دوره در سال‌های ۱۹۶۲–۱۹۶۳، ۱۹۶۵–۱۹۶۷ و از ۱۹۷۰–۱۹۷۱ نخست‌وزیر اردن بود.
وصفی تل در ۲۸ نوامبر ۱۹۷۱، در سن ۵۲ سالگی در قاهره توسط سازمان سپتامبر سیاه ترور شد.